# Tim Brent
Tim Brent (* 10. března 1984 Cambridge, Kanada) je bývalý kanadský profesionální hokejista, který odehrál přes 200 utkání v severoamerické NHL.
Poprvé byl draftován v roce 2002 týmem Mighty Ducks of Anaheim jako 37. v pořadí, ale smlouvu nakonec nepodepsal, a tak byl stejným klubem draftován znovu v roce 2004 jako 75. v celkovém pořadí. Po dvou sezónách v KHL před ročníkem 2015/16 podepsal roční smlouvu s Philadelphií Flyers. Sezónu, po které ukončil profesionální hráčskou kariéru, odehrál na farmě v AHL, kde celkem odehrál přes 350 utkání.

## Klubové statistiky
| Sezona                 | Klub                           | Soutěž       | Základní část | Základní část | Základní část | Základní část | Základní část | Play off | Play off | Play off | Play off | Play off |
| Sezona                 | Klub                           | Soutěž       | Z             | G             | A             | B             | TM            | Z        | G        | A        | B        | TM       |
| ---------------------- | ------------------------------ | ------------ | ------------- | ------------- | ------------- | ------------- | ------------- | -------- | -------- | -------- | -------- | -------- |
| 1999/2000              | Cambridge Winterhawks          | MWJHL        | 40            | 19            | 16            | 35            | 42            | —        | —        | —        | —        | —        |
| 2000/2001              | Toronto St. Michael's Majors   | OHL          | 64            | 9             | 19            | 28            | 31            | 18       | 2        | 8        | 10       | 6        |
| 2001/2002              | Toronto St. Michael's Majors   | OHL          | 61            | 19            | 40            | 59            | 52            | 14       | 7        | 12       | 19       | 20       |
| 2002/2003              | Toronto St. Michael's Majors   | OHL          | 60            | 24            | 42            | 66            | 74            | 19       | 7        | 17       | 24       | 14       |
| 2003/2004              | Toronto St. Michael's Majors   | OHL          | 53            | 26            | 41            | 67            | 105           | 18       | 4        | 13       | 17       | 24       |
| 2004/2005              | Cincinnati Mighty Ducks        | AHL          | 46            | 5             | 13            | 18            | 42            | 12       | 0        | 1        | 1        | 6        |
| 2005/2006              | Portland Pirates               | AHL          | 37            | 15            | 9             | 24            | 32            | 15       | 4        | 4        | 8        | 16       |
| 2006/2007              | Portland Pirates               | AHL          | 48            | 16            | 14            | 30            | 40            | —        | —        | —        | —        | —        |
| 2006/2007              | Anaheim Ducks                  | NHL          | 15            | 1             | 0             | 1             | 6             | —        | —        | —        | —        | —        |
| 2007/2008              | Wilkes-Barre/Scranton Penguins | AHL          | 74            | 18            | 43            | 61            | 79            | 23       | 12       | 15       | 27       | 10       |
| 2007/2008              | Pittsburgh Penguins            | NHL          | 1             | 0             | 0             | 0             | 0             | —        | —        | —        | —        | —        |
| 2008/2009              | Rockford IceHogs               | AHL          | 64            | 20            | 42            | 62            | 59            | 4        | 0        | 1        | 1        | 2        |
| 2008/2009              | Chicago Blackhawks             | NHL          | 2             | 0             | 0             | 0             | 2             | —        | —        | —        | —        | —        |
| 2009/2010              | Toronto Marlies                | AHL          | 33            | 13            | 15            | 28            | 19            | —        | —        | —        | —        | —        |
| 2009/2010              | Toronto Maple Leafs            | NHL          | 1             | 0             | 0             | 0             | 0             | —        | —        | —        | —        | —        |
| 2010/2011              | Toronto Maple Leafs            | NHL          | 79            | 8             | 12            | 20            | 33            | —        | —        | —        | —        | —        |
| 2011/2012              | Carolina Hurricanes            | NHL          | 79            | 12            | 12            | 24            | 27            | —        | —        | —        | —        | —        |
| 2012/2013              | Carolina Hurricanes            | NHL          | 30            | 0             | 3             | 3             | 8             | —        | —        | —        | —        | —        |
| 2013/2014              | Torpedo Nižnij Novgorod        | KHL          | 18            | 3             | 8             | 11            | 16            | —        | —        | —        | —        | —        |
| 2013/2014              | Metallurg Magnitogorsk         | KHL          | 33            | 6             | 12            | 18            | 59            | 20       | 1        | 0        | 1        | 37       |
| 2014/2015              | Metallurg Magnitogorsk         | KHL          | 42            | 5             | 10            | 15            | 30            | 10       | 1        | 2        | 3        | 8        |
| 2015/2016              | Lehigh Valley Phantoms         | AHL          | 52            | 10            | 18            | 28            | 39            | —        | —        | —        | —        | —        |
| Celkem v NHL           | Celkem v NHL                   | Celkem v NHL | 207           | 21            | 27            | 48            | 76            | —        | —        | —        | —        | —        |
| Celkem v KHL           | Celkem v KHL                   | Celkem v KHL | 93            | 14            | 30            | 44            | 105           | 30       | 2        | 2        | 4        | 45       |
| Celkem v AHL           | Celkem v AHL                   | Celkem v AHL | 354           | 97            | 154           | 251           | 310           | 54       | 16       | 21       | 37       | 34       |
| Konec hokejové kariéry |                                |              |               |               |               |               |               |          |          |          |          |          |